# Маршам, Чарльз, 2-й граф Ромни
Чарльз Маршам, 2-й граф Ромни (англ. Charles Marsham, 2nd Earl of Romney; 22 ноября 1777 — 29 марта 1845) — британский пэр и политик. Он носил титул учтивости — виконт Маршам с 1801 по 1811 год.

## Биография
Родился 22 ноября 1777 года. Единственный сын Чарльза Маршама, 1-го графа Ромни (1744—1811), и леди Фрэнсис Уиндем (1755—1795), дочери Чарльза Уиндема, 2-го графа Эгремонта (1710—1763). Он получил образование в Итонском колледже (Виндзор, графство Беркшир) и в Крайст-черче, Оксфордский университет (Оксфорд, Оксфордшир).
Чарльз Маршам заседал в Палате общин Великобритании от Хайта (1798—1802, 1806—1807) и Даунтона (1803—1806).
С 1809 года — подполковник-комендант полка милиции Берседа и Маллинга.
В марте 1811 года после смерти своего отца Чарльз Маршам унаследовал титулы 2-го графа Ромни, 2-го виконта Маршама, 4-го барона Ромни и 6-го баронета Маршама из Уорнс-Плейс, став членом Палаты лордов.
Согласно «Наследию британского рабовладения» Университетского колледжа Лондона, лорд Ромни получил вознаграждение как работорговец после принятия Закона об отмене рабства 1833 года вместе с Законом о компенсации рабам 1837 года. Он владел 432 рабами на островах Сент-Китс и Невис и получил выплату в размере 7 268 фунтов стерлингов (733 815 фунтов стерлингов в 2024 году).

## Браки и дети
Лорд Ромни был дважды женат. 9 сентября 1806 года он женился на Софии Питт (11 октября 1783- — 9 сентября 1812), дочери политика Уильяма Мортона Питта. У них был сын и четыре дочери:
- Леди София Маршам (13 июля 1807 — 4 января 1863), в 1837 году вышедшая замуж за Питера Ричарда Хоара (1803—1877).
- Чарльз Маршам, 3-й граф Ромни (30 июля 1808 — 3 сентября 1874)
- Леди Фрэнсис Маршам (9 ноября 1809 — 29 декабря 1901), в 1838 году вышла замуж за генерал-майора Эдварда Чарльза Флетчера (1799—1877)[7].
- Леди Мэри Маршам (15 апреля 1811 — 23 февраля 1871), в 1836 году вышедшая замуж за банкира Генри Хоара (1807—1866).
- Леди Шарлотта Маршам (30 августа 1812 — 18 ноября 1879), в 1853 году вышла замуж за преподобного Джорджа Уильяма Коркера (? — 1880).

Леди Ромни умерла в сентябре 1812 года, вскоре после рождения младшей дочери.
8 февраля 1832 года лорд Ромни женился во второй раз на достопочтенной Мэри Элизабет Таунсенд (ок. 1800 — 25 декабря 1847), дочери Джона Таунсенда, 2-го виконта Сиднея, и вдове Джорджа Джеймса Чамли. У них был один сын:
- Достопочтенный Роберт Маршам-Таунсенд (15 ноября 1834 — 11 декабря 1914), в 1877 году женился на Кларе Кэтрин Пейли.

Лорд Ромни умер в марте 1845 года в возрасте 67 лет, и ему наследовал его единственный сын от первого брака Чарльз . Леди Ромни умерла в декабре 1847 года.